# Jesper Thilo
Jesper Thilo (* 28. listopadu 1941) je dánský jazzový saxofonista. Narodil se na kodaňském ostrově Christianshavn, jeho matka byla klavíristka a herečka, otec architekt. Ve svých jedenácti letech začal hrát na klarinet a později hrál i na pozoun. Přestože se chtěl stát jazzovým hudebníkem, začal studovat klasický klarinet na Královské dánské hudební akademii. Během své kariéry nahrál řadu vlastních alb a spolupracoval s mnoha dalšími hudebníky, mezi něž patří například Roland Hanna, Billy Hart, Miles Davis, Bo Stief a Thad Jones. V roce 1977 se stal prvním držitelem Ceny Bena Webstera.